# El Castellet de Castelló (la Ribera Alta)
El Castellet de Castelló (la Ribera Alta) és una antiga fortificació construïda als segles  XIII o  XIV. Algunes fonts indiquen que a 1268 ja estava gairebé en ruïnes. No obstant això en 1358, durant les  Guerres de la Unió,  Pere IV va manar demolir per evitar que  dels castellans se n'apoderessin. Es troba sobre el Turó del Castellet, proper a la població. És bé d'interès cultural amb número d'anotació ministerial RI-51-0010757 de 24 d'abril de 2002.